# Gymnosporia laurina
Gymnosporia laurina är en benvedsväxtart som först beskrevs av Thunb., och fick sitt nu gällande namn av Szyszyl. Gymnosporia laurina ingår i släktet Gymnosporia och familjen Celastraceae. Inga underarter finns listade.